# Wendy Hiller
Dama Wendy Hiller DBE (Bramhall, Cheshire, 15 d'agost de 1912 − Beaconsfield, Buckinghamshire, 14 de maig de 2003) va ser una actriu anglesa, de nom complet Wendy Margaret Hiller.

## Biografia[1][2][3]
Wendy Hiller debuta al teatre el 1930, a Manchester, mentre estudia al Manchester Repertory Theatre. El 1934, crea el paper de Sally Hardcastle a Manchester, en l'obra Love on the Dole, adaptació del dramaturg britànic Ronald Gow; reprèn aquest paper a Londres el 1935, en gira pel Regne Unit, després a Broadway (Nova York) el 1936. En el transcurs de les representacions a Broadway, coneix George Bernard Shaw que, seduït per la seva interpretació li proposa interpretar algunes de les seves peces a Anglaterra, des d'aquest mateix any 1936, entre les quals Pygmalion, en el paper d'Eliza Doolittle.
Wendy Hiller continua una rica carrera al teatre, principalment a Anglaterra, fins a una última peça representada a Londres el 1988, Driving Miss Daisy  d'Alfred Uhry, on interpreta el paper de Miss Daisy Werthan (interpretada per Jessica Tandy, en l'adaptació en el cinema, el 1989). Mentrestant, torna a Broadway quatre vegades, entre 1947 i 1962; la peça que hi interpreta el 1957, Una lluna per als desheretats d'Eugene O'Neill, li val una nominació al premi Tony a la millor actriu.
El 1937 (any en què es casa amb Ronald Gow, fins a la seva mort, el 1993), Wendy Hiller s'estrena al cinema, amb una primera pel·lícula britànica. La segona el 1938 és Pygmalion, adaptació de la peça de Shaw, amb Leslie Howard interpretant el Professor Higgins; hi reprèn el seu paper d'Eliza Doolittle, que li suposa l'any següent (11a cerimònia dels Oscar, 1939) una nominació - atorgada per primera vegada a una actriu britànica - a l'Oscar a la millor actriu. Guanyarà tanmateix un Oscar a la millor actriu secundària en la 31a cerimònia dels Oscars, 1959, per a la pel·lícula Taules separades (1958), abans d'una nova nominació en aquesta última categoria, en la 39a cerimònia dels Oscars, 1967 (amb Un home per a l'eternitat, de 1966) Entre les seves altres pel·lícules, destacar el paper del títol a  Major Barbara (1941), adaptació de l'obra Major Barbara  de George Bernard Shaw, i el seu paper d'infermera en cap a L'home elefant (1980).
Acaparada per la seva carrera teatral, Wendy Hiller no participa en total més que en vint-i-dues pel·lícules (britàniques i estatunidenques o coproduccions), el seu últim llargmetratge data de 1993, abans d'un últim paper en un curtmetratge de 1997.
A la televisió, apareix en principi en un telefilm el 1939, després a altres telefilms i algunes sèries de televisió, entre 1956 i 1991, entre les quals un bon nombre d'adaptacions d'obres teatrals.
Per a la seva contribució a la vida artística del seu país, Wendy Hiller és feta Oficial de l'orde de l'Imperi Britànic (OBE) el 1971, després elevada per la reina Elisabet II al grau de Dame comanador de l'orde de l'Imperi britànic (DBE) el 1975.

## Teatre (selecció)
Obres interpretades a Londres, excepte menció contrària
- 1934: Love on the Dole, adaptació de Ronald Gow, adaptació de la novel·la homònima de Walter Greenwood (Manchester; tornada a fer a Londres el 1935, en gira, després a Broadway el 1936)
- 1936: Saint Joan, On the Rocks i Pygmalion de George Bernard Shaw; The Clandestine Marriage de David Garrick; Brontes of Haworth Personage de John Davison; Jane Eyre, adaptació de Helen Jerome, adaptació de la novel·la homònima de Charlotte Brontë; Lady Precious Stream de S.I. Hsiung (Festival de Malvern (Worcestershire))
- 1944: Canción de cuna de Gregorio Martínez Sierra, posada en escena de John Gielgud
- 1946: The Playboy of the Western World de John Millington Synge, amb Cyril Cusack (Bristol (Anglaterra))
- 1946: The Merchant of Venice de William Shakespeare (Bristol)
- 1946: Tess d'Urberville (Tess), adaptació de Ronald Gow, adaptació de la novel·la homònima de Thomas Hardy (Bristol; tornada a interpretar a Londres el 1947)
- 1947-1948: The Heiress, adaptació de Ruth i Augustus Goetz, adaptació de la novel·la Washington Square de Henry James, amb Basil Rathbone (Broadway; tornada a interpretar a Londres el 1950, amb Ralph Richardson)
- 1951-1952: Waters of the Moon de N.C. Hunter, amb Edith Evans, Sybil Thorndike
- 1955: The Night of the Ball de Michael Burns, posada en escena de Joseph Losey, amb Gladys Cooper, Barry Foster
- 1955-1956: The Winter's Tale, Troilus and Cressida, posada en escena de Tyrone Guthrie, Othello, the Moor of Venice, amb Richard Burton), Julius Caesar i The Merry Wives of Windsor, de William Shakespeare (Temporada a Bristol, amb Rosemary Harris i John Neville, excepte la darrera obra)
- 1957: A Moon for the Misbegotten d'Eugene O'Neill, amb Cyril Cusack, Franchot Tone (Broadway)
- 1958: Flowering Cherry de Robert Bolt, amb Ralph Richardson (tornada a interpretar a Broadway el 1959, amb Eric Portman)
- 1960: Toys in the Attic de Lillian Hellman, amb Ian Bannen (paper reprès a l'adaptació al cinema de 1963)
- 1962: The Aspern Papers, adaptació de Michael Redgrave, adaptació de la novel·la homònima de Henry James, amb Maurice Evans, Françoise Rosay (Broadway)
- 1963: The Wings of the Dove, adaptació de Christopher Taylor, adaptació de la novel·la homònima de Henry James, amb Susannah York
- 1967: The Sacred Flame de William Somerset Maugham, amb Gladys Cooper
- 1975: John Gabriel Borkman d'Henrik Ibsen, amb Peggy Ashcroft, Ralph Richardson
- 1977: Waters of the Moon represa, amb Ingrid Bergman[4] (Festival de Chichester (Anglaterra); tornada a interpretar a Londres el 1978, també amb Ingrid Bergman)
- 1984: The Aspern Papers, represa, amb Vanessa Redgrave, Christopher Reeve
- 1987: The Importance of Being Earnest d'Oscar Wilde
- 1988: Driving Miss Daisy d'Alfred Uhry, amb Clarke Peters, Barry Foster.

## Filmografia

### Cinema
- 1937: Lancashire Luck de Henry Cass
- 1938: Pygmalion d'Anthony Asquith i Leslie Howard
- 1941: Major Barbara de Gabriel Pascal
- 1945: I know where I'm going ! de Michael Powell i Emeric Pressburger
- 1952: Le Banni des îles (Outcast of the Islands) de Carol Reed
- 1953: Sailor of the King de Roy Boulting
- 1957: Something of Value de Richard Brooks
- 1957: How to murder a Rich Uncle de Nigel Patrick i Max Varnel
- 1958: Taules separades (Separate Tables) de Delbert Mann
- 1960: Sons and Lovers de Jack Cardiff
- 1963: Joguines a les golfes (Toys in the Attic) de George Roy Hill
- 1966: Un home per a l'eternitat (A Man for all Seasons) de Fred Zinnemann
- 1974: Assassinat a l'Orient Express (Murder on the Orient Express) de Sidney Lumet
- 1976: El viatge dels maleïts (Voyage of the Damned) de Stuart Rosenberg
- 1978: El gat i el canari (The Cat and the Canary) de Radley Metzger
- 1980: L'home elefant de David Lynch
- 1981: Miss Morison's Ghosts de John Bruce
- 1982: Making Love d'Arthur Hiller
- 1983: Attracta de Kieran Hickey
- 1987: The Lonely Passion of Judith Hearne de Jack Clayton
- 1993: The Countess Alice de Moira Armstrong
- 1997: A New Window Pane de Ian Bang (curt)

### Televisió (selecció)
Telefilms, excepte menció contrària
- 1959: Sèrie Alfred Hitchcock Presents, Temporada 5, episodi 14 Graduating Class
- 1969: David Copperfield de Delbert Mann
- 1978: King Richard the Second de David Giles
- 1979: Sèrie Tales of the Unexpected, Temporada 1, episodi 7 Edward the Conqueror
- 1983: The Kingfisher de James Cellan Jones
- 1983: The Comedy of Errors de James Cellan Jones
- 1985: The Importance of Being Earnest de Michael Attenborough i Michael Lindsay-Hogg
- 1986: All Passion Spent de Martyn Friend

## Premis i nominacions[5]

### Premis
- 1959: Oscar a la millor actriu secundària per Taules separades

### Nominacions
- 1939: Oscar a la millor actriu per Pygmalion
- 1959: Globus d'Or a la millor actriu secundària per Taules separades
- 1961: BAFTA a la millor actriu britànica per Sons and Lovers
- 1964: Globus d'Or a la millor actriu secundària per Joguines a les golfes
- 1967: Oscar a la millor actriu secundària per Un home per a l'eternitat